# フェラーリ・デイトナSP3
デイトナSP3（Daytona SP3）は、イタリアの自動車メーカー、フェラーリが2021年に発表した限定生産のハイパーカーである。

## 概要
モンツァSP1/SP2に続く「ICONA」シリーズの第3弾として、2021年11月21日に発表された。全世界599台の限定生産であるが、発表時点で完売となっている。車両価格は194万4,558ユーロ（約2億6,250万円）。
フェラーリにおける「デイトナ」は365GTB/4の通称として広く知られてきたが、公式な車名として用いられるのはこれが初めてとなる。

## メカニズム

### パワートレイン
リアミッドシップに搭載されるV型12気筒自然吸気エンジン「F140HC」は、812コンペティツィオーネ用の「F140HB」をベースに再設計したもので、圧縮比の変更や吸排気系の見直しによって最高出力840 PSを発生する。0 - 100 km/h加速は2.85秒で、最高速度は340 km/h以上と発表されている。
走行モードの「マネッティーノ」は「RACE」「SPORT」「WET」の3種類が用意され、トラクションコントロールシステムや横滑り防止装置をカットすることも可能である。

### シャシ
カーボン製のシャシはラ フェラーリ アペルタのモノコックを開発の起点にし、各所のデザイン変更や最新の素材への変更などが施されている。システムの総合出力ではハイブリッドカーのラ フェラーリに劣るものの、軽量化や空力性能の向上で、同じくオープントップのアペルタと同等のパフォーマンスを達成したという。脱着式のオープントップ本体はカーボン製で、重量は8 kgである。
タイヤはピレリと共同開発した専用設計の「Pゼロ コルサ」を採用する。サイズはフロントが265/30ZR20 94Y、リアが345/30ZR21 111Y。

## デザイン
エクステリアは1960年代から1970年代にかけて活躍したプロトタイプレーシングカーの「Pシリーズ」をモチーフとしており、往年のレーシングカーが持つ美しさを再現しつつ、モダンで未来的なイメージを持たせている。流麗なスタイリングを実現するために空力デバイスはなるべく目立たないデザインとし、アクティブエアロも一切採用していないが、先進的なアイデアを採用することで、空力効率としてはフェラーリ史上最高レベルを達成したという。
ヘッドライトの上半分を覆うカバーは可動式となっており、ハイビーム時にはこの部分がスライドして収納され、リトラクタブル・ヘッドライトのような視覚効果を発揮する。
シートはモノコックに直接固定されているためスライドせず、レーシングカーのようにペダルを前後させてドライビングポジションを調整する構造になっている。